# Shahrestān-e Kūhrang
Shahrestān-e Kūhrang (persiska: شهرستان كوهرنگ, كوهرنگ) är en shahrestan, delprovins, i Iran.   Den ligger i provinsen Chahar Mahal och Bakhtiari, i den centrala delen av landet, 400 km söder om huvudstaden Teheran.
Delprovinsen hade 41 535 invånare 2016.